# Lytechinus euerces
Lytechinus euerces är en sjöborreart. Lytechinus euerces ingår i släktet Lytechinus och familjen Toxopneustidae. Inga underarter finns listade i Catalogue of Life.